# 新春アニメ劇場
『新春アニメ劇場』（しんしゅんアニメげきじょう）は, 1984年から1991年まで（1989年は除く）フジテレビの1月1日に放送された元日特別番組（アニメ映画専門映画番組）である。

## 概要
フジテレビでは1978年までの元日には、昭和天皇を始めとした皇族関連特別番組『陽春天皇ご一家』や通常番組などを編成していたが、『陽春天皇ご一家』の放送枠が繰り上がった1979年からアニメ映画放送番組を編成、1981年で一旦中断したあと、『陽春天皇ご一家』放送が1月2日に変更された1984年からこの枠名で元日限定として放送を開始した。
作品はすべて東映系で公開された作品で、『まんがイソップ物語』以外の作品はすべてフジテレビ系列で放送されたテレビアニメの劇場新作、そして原作漫画はすべて『週刊少年ジャンプ』（集英社）に連載されたものである。また、同誌連載作品については新沢基栄原作の『ハイスクール!奇面組』を除き、すべて鳥山明原作によるものである。
なお1989年は当枠を休止し、『東映不思議コメディーシリーズ』の特別番組として、『探偵団スペシャル 魔隣組対覇悪怒組 (ジゴマvs魔天郎)』を放送した。ちなみに同年1月7日に昭和天皇が崩御したため、前年1988年の『奇面組』が結果的に昭和最後の放送作品となった。
1991年放送を以て幕を下ろし、続く1992年には、一日に新作30分テレビアニメ、そして2日と3日に新作30分アニメと劇場作品を合わせた『Dr.スランプ アラレちゃん '92お正月スペシャル』（以降『アラレちゃんSP』と略記）が放送された。これをもって元日朝のアニメは事実上終了となり、以後フジテレビの元日朝は、恒例特番『初詣!爆笑ヒットパレード』を筆頭としたバラエティ番組や、ワイドショー『めざましテレビ』の拡大版などを編成している。
本項では、当枠以前のアニメ番組についても記述することとする。

## 放送時間
- 7:30 - 8:24(JST)
  - ただし1984年は7:30 - 9:00(JST).
  - 放送時間の関係上、ストーリーの一部が削られる事があった。

## 放送作品一覧
一部を除き、すべて鳥山明原作の作品である。

### 1984年
『Dr.SLUMP ほよよ! 宇宙大冒険』
- 1982年作品
- 原作：鳥山明
- 脚本：雪室俊一、金春智子、井上敏樹、島田満
- 監督：永丘昭典
- 声の出演：小山茉美、内海賢二、中野聖子、杉山佳寿子、古川登志夫、神保なおみ、向井真理子、山田康雄 他
- 東映系公開作品ではあるが、本作のみ『東映まんがまつり』内での公開ではなく、単独上映の長編作品。
- 『アラレちゃんSP』でも1月3日に放送された。

### 1985年
『Dr.スランプ アラレちゃん ほよよ!世界一周大レース』
- 1983年作品
- 原作：鳥山明
- 脚本：井上敏樹
- 演出：岡崎稔
- 声の出演：小山茉美、内海賢二、中野聖子、杉山佳寿子、古川登志夫、神保なおみ、向井真理子 他
- 『アラレちゃんSP』でも1月2日に放送。

### 1986年
『まんがイソップ物語』
- 1983年作品
- 原作：イソップ
- 脚本：曽田博久
- 演出：ひこねのりお
- 声の出演：高見知佳、潘恵子、滝口順平、大竹宏 他
- 本作のみ「フジテレビ系アニメの劇場版」と「『少年ジャンプ』連載作品」でない作品。
- 前年放送された『ほよよ!世界一周大レース』はこの作品の同時上映作であるため, 2年連続して同時期プログラム作品が放送されたことになった。

### 1987年
『Dr.スランプ アラレちゃん ほよよ!ナナバ城の秘宝』
- 1984年作品
- 原作：鳥山明
- 脚本：島田満、由木義文
- 監督：芝田浩樹
- 声の出演：小山茉美、内海賢二、中野聖子、杉山佳寿子、古川登志夫、神保なおみ、向井真理子 他
- 当枠での『Dr.スランプ アラレちゃん』の放送は、本作が最後となった。

### 1988年
『ハイスクール!奇面組』
- 1986年作品
- 原作：新沢基栄
- 脚本：小山高生
- 監督：森脇真琴、三沢伸、福冨博
- 声の出演：千葉繁、玄田哲章、二又一成、龍田直樹、塩沢兼人、高橋美紀、松井菜桜子 他
- 『東映まんがまつり』上映作品であるものの、本作のみ東映アニメーション（当時：東映動画）ではなく、日本アドシステムズ(NAS)・スタジオコメットによる制作。また、少年ジャンプ系では唯一鳥山明原作でない作品。

1989年は『探偵団スペシャル 魔隣組対覇悪怒組 (ジゴマvs魔天郎)』編成のため休止。代替として、1月2日に『ドラゴンボール 神龍の伝説』、1月3日に『ドラゴンボール 魔神城のねむり姫』を放送。

### 1990年
『ドラゴンボール 神龍の伝説』
- 1986年作品
- 原作：鳥山明
- 脚本：井上敏樹
- 演出：西尾大介
- 声の出演：野沢雅子、鶴ひろみ、龍田直樹、渡辺菜生子、古谷徹、宮内幸平、内海賢二、森山周一郎 他
- 前年の「代替放送」に続いての2年連続放送。

### 1991年
『ドラゴンボールZ』
- 1989年作品
- 原作：鳥山明
- 脚本：小山高生
- 演出：西尾大介
- 声の出演：野沢雅子、鶴ひろみ、古川登志夫、田中真弓、宮内幸平、内海賢二、神谷明 他
- 当枠としては最終作品。

## 参考：以前に放送されたアニメ映画
参考までに、これより前に放送されたアニメ映画を紹介する。この時期は2日（1979年は三が日）までアニメ映画が放送されていた。

### 1979年
枠名は無し。放送時間はすべて8:00 - 9:00(JST).
1日『アリババと40匹の盗賊』
- 1971年作品
- 脚本：山元護久
- 監督：設楽博
- 声の出演：大山のぶ代、滝口順平、内海賢二、納谷悟朗、大塚周夫、田の中勇、富田耕生 他

2日『パンダの大冒険』
- 1973年作品
- 脚本：山浦弘靖
- 演出：芹川有吾
- 声の出演：太田淑子、平井道子、山本圭子、八奈見乗児、富田耕生 他

3日『ながぐつ三銃士』
- 1972年作品
- 脚本：布勢博一
- 演出：勝間田具治
- 声の出演：鈴木やすし、小鳩くるみ、小宮山清 他

### 1980年
『お正月こども映画劇場』名義で放送。放送枠は7:30 - 9:00(JST). なお放送は3日まであったが, 3日は1978年に同局で放送された単発テレビアニメ『大雪山の勇者 牙王』を再放送した。
1日『アンデルセン童話 にんぎょ姫』
- 1975年作品
- 原作：ハンス・クリスチャン・アンデルセン
- 脚本：大藪郁子、小山内美江子
- 演出：勝間田具治
- 声の出演：樫山文枝、志垣太郎、宮城まり子、北浜晴子、吉田理保子、沢田和子 他

2日『九尾の狐と飛丸』
- 1968年作品
- 原作：岡本綺堂
- 脚本：吉岡通夫
- 演出：八木晋一（杉山卓・影山勇・岸本政由3名の共同演出で、「八木晋一」は3名のペンネーム）[4]
- 声の出演：内山影夫、東恵美子、中田浩二 他
- これのみ東映アニメーション制作・東映系公開ではなく、日本動画（東映アニメの前身とは別）制作・大映系公開作品。

### 1981年
『お正月こども劇場』名義で放送. 1日は『パンダの大冒険』, 2日は『ながぐつ三銃士』を、いずれも7:30 - 8:30(JST) で放送した。